# Danh sách cầu thủ tham dự Cúp bóng đá Nam Mỹ 2015
Copa América 2015 là giải đấu bóng đá quốc tế được tổ chức tại Chile từ ngày 11 tháng 6 đến ngày 4 tháng 7 năm 2015. 12 đội có thể đăng ký 22 cầu thủ hoặc 23 nếu có 3 thủ môn; chỉ những cầu thủ đăng ký mới có tư cách thi đấu. Các cầu thủ sẽ mang số áo từ 1–23.
Cầu thủ được chú thích (c) là đội trưởng.

## Bảng A

### Chile
Danh sách 23 cầu thủ được công bố ngày 30 tháng 5 năm 2015. Ngày 5 tháng 6 năm 2015, tiền vệ Edson Puch gặp chấn thương, được thay thế bởi Francisco Silva.
Huấn luyện viên trưởng:  Jorge Sampaoli

| Số | VT | Cầu thủ               | Ngày sinh (tuổi)  | Trận | Bàn | Câu lạc bộ           |
| -- | -- | --------------------- | ----------------- | ---- | --- | -------------------- |
| 1  | TM | Claudio Bravo (c)     | 13 tháng 4, 1983  | 89   | 0   | Barcelona            |
| 2  | HV | Eugenio Mena          | 18 tháng 7, 1988  | 34   | 3   | Cruzeiro             |
| 3  | HV | Miiko Albornoz        | 30 tháng 11, 1990 | 5    | 1   | Hannover 96          |
| 4  | HV | Mauricio Isla         | 12 tháng 6, 1988  | 59   | 2   | Juventus             |
| 5  | TV | Francisco Silva       | 11 tháng 2, 1986  | 17   | 0   | Club Brugge          |
| 6  | TV | David Pizarro         | 11 tháng 9, 1979  | 41   | 2   | Fiorentina           |
| 7  | TĐ | Alexis Sánchez        | 19 tháng 12, 1988 | 79   | 26  | Arsenal              |
| 8  | TV | Arturo Vidal          | 22 tháng 5, 1987  | 63   | 9   | Juventus             |
| 9  | TĐ | Mauricio Pinilla      | 4 tháng 2, 1984   | 33   | 6   | Atalanta             |
| 10 | TV | Jorge Valdivia        | 19 tháng 10, 1983 | 61   | 6   | Palmeiras            |
| 11 | TĐ | Eduardo Vargas        | 20 tháng 11, 1989 | 41   | 18  | Napoli               |
| 12 | TM | Paulo Garcés          | 2 tháng 8, 1984   | 1    | 0   | Colo-Colo            |
| 13 | HV | José Rojas            | 3 tháng 6, 1983   | 23   | 1   | Universidad de Chile |
| 14 | TV | Matías Fernández      | 15 tháng 5, 1986  | 62   | 14  | Fiorentina           |
| 15 | TV | Jean Beausejour       | 3 tháng 6, 1984   | 65   | 6   | Colo-Colo            |
| 16 | TV | Felipe Gutiérrez      | 8 tháng 10, 1990  | 22   | 1   | Twente               |
| 17 | HV | Gary Medel            | 3 tháng 8, 1987   | 73   | 6   | Inter Milan          |
| 18 | HV | Gonzalo Jara          | 29 tháng 8, 1985  | 75   | 3   | Mainz 05             |
| 19 | TV | José Pedro Fuenzalida | 22 tháng 2, 1985  | 26   | 1   | Boca Juniors         |
| 20 | TV | Charles Aránguiz      | 17 tháng 4, 1989  | 33   | 4   | Internacional        |
| 21 | TV | Marcelo Díaz          | 30 tháng 12, 1986 | 31   | 1   | Hamburger SV         |
| 22 | TĐ | Ángelo Henríquez      | 13 tháng 4, 1994  | 5    | 2   | Manchester United    |
| 23 | TM | Johnny Herrera        | 9 tháng 5, 1981   | 11   | 0   | Universidad de Chile |

### Mexico
Danh sách 23 cầu thủ được công bố ngày 11 tháng 5 năm 2015. Ngày 26 tháng 5 năm 2015, trung vệ Miguel Ángel Herrera chấn thương được thay thế bởi Juan Carlos Valenzuela.
Huấn luyện viên trưởng: Miguel Herrera

| Số | VT | Cầu thủ                | Ngày sinh (tuổi)  | Trận | Bàn | Câu lạc bộ      |
| -- | -- | ---------------------- | ----------------- | ---- | --- | --------------- |
| 1  | TM | José de Jesús Corona   | 26 tháng 1, 1981  | 35   | 0   | Cruz Azul       |
| 2  | HV | Julio Domínguez        | 8 tháng 11, 1987  | 10   | 0   | Cruz Azul       |
| 3  | HV | Hugo Ayala             | 31 tháng 3, 1987  | 16   | 0   | UANL            |
| 4  | HV | Rafael Márquez         | 13 tháng 2, 1979  | 124  | 15  | Verona          |
| 5  | TV | Juan Carlos Medina     | 22 tháng 8, 1983  | 8    | 0   | Atlas           |
| 6  | TV | Javier Güemez          | 17 tháng 10, 1991 | 4    | 0   | Tijuana         |
| 7  | TĐ | Jesús Manuel Corona    | 6 tháng 1, 1993   | 2    | 1   | Twente          |
| 8  | TV | Marco Fabián           | 21 tháng 7, 1989  | 22   | 6   | Guadalajara     |
| 9  | TĐ | Raúl Jiménez           | 5 tháng 5, 1991   | 29   | 6   | Atlético Madrid |
| 10 | TV | Luis Montes            | 15 tháng 5, 1986  | 13   | 3   | León            |
| 11 | TV | Javier Aquino          | 11 tháng 2, 1990  | 26   | 0   | Rayo Vallecano  |
| 12 | TM | Alfredo Talavera       | 18 tháng 9, 1982  | 16   | 0   | Toluca          |
| 13 | HV | Carlos Salcedo         | 29 tháng 9, 1993  | 1    | 0   | Guadalajara     |
| 14 | HV | Juan Carlos Valenzuela | 15 tháng 5, 1984  | 19   | 1   | Atlas           |
| 15 | HV | Gerardo Flores         | 5 tháng 2, 1986   | 8    | 0   | Cruz Azul       |
| 16 | HV | Adrián Aldrete         | 14 tháng 6, 1988  | 16   | 0   | Santos Laguna   |
| 17 | TV | Mario Osuna            | 20 tháng 8, 1988  | 1    | 0   | Querétaro       |
| 18 | TĐ | Enrique Esqueda        | 19 tháng 4, 1988  | 8    | 1   | UANL            |
| 19 | TĐ | Vicente Matías Vuoso   | 3 tháng 11, 1981  | 10   | 4   | Chiapas         |
| 20 | TĐ | Eduardo Herrera        | 25 tháng 7, 1988  | 3    | 3   | UNAM            |
| 21 | HV | George Corral          | 18 tháng 7, 1990  | 1    | 0   | Querétaro       |
| 22 | HV | Efraín Velarde         | 15 tháng 4, 1986  | 6    | 0   | Monterrey       |
| 23 | TM | Melitón Hernández      | 15 tháng 10, 1982 | 1    | 0   | Veracruz        |

### Ecuador
Danh sách 23 cầu thủ được công bố ngày 1 tháng 6 năm 2015. Ngày 1 tháng 6 năm 2015, tiền vệ Michael Arroyo gặp chấn thương được thay thế bởi Pedro Larrea. Ngày 3 tháng 6 năm 2015, tiền vệ Antonio Valencia cũng không thể tham dự giải đấu. Ngày 11 tháng 6 năm 2015, tiền đạo Jaime Ayoví được thay thế bởi Daniel Angulo.
Huấn luyện viên trưởng:  Gustavo Quinteros

| Số | VT | Cầu thủ             | Ngày sinh (tuổi)  | Trận | Bàn | Câu lạc bộ              |
| -- | -- | ------------------- | ----------------- | ---- | --- | ----------------------- |
| 1  | TM | Librado Azcona      | 18 tháng 1, 1984  | 0    | 0   | Independiente del Valle |
| 2  | HV | Arturo Mina         | 8 tháng 10, 1990  | 2    | 0   | Independiente del Valle |
| 3  | HV | Frickson Erazo      | 5 tháng 5, 1988   | 46   | 1   | Grêmio                  |
| 4  | HV | Juan Carlos Paredes | 8 tháng 7, 1987   | 47   | 0   | Watford                 |
| 5  | TV | Renato Ibarra       | 20 tháng 1, 1991  | 23   | 0   | Vitesse                 |
| 6  | TV | Christian Noboa     | 9 tháng 4, 1985   | 51   | 3   | PAOK                    |
| 7  | TV | Jefferson Montero   | 1 tháng 9, 1989   | 44   | 8   | Swansea City            |
| 8  | TĐ | Miller Bolaños      | 1 tháng 6, 1990   | 2    | 1   | Emelec                  |
| 9  | TĐ | Fidel Martínez      | 15 tháng 2, 1990  | 12   | 2   | U. de G.                |
| 10 | HV | Walter Ayoví        | 11 tháng 8, 1979  | 99   | 8   | Pachuca                 |
| 11 | TV | Juan Cazares        | 3 tháng 4, 1992   | 3    | 1   | Banfield                |
| 12 | TM | Esteban Dreer       | 11 tháng 11, 1981 | 0    | 0   | Emelec                  |
| 13 | TĐ | Enner Valencia      | 4 tháng 11, 1989  | 17   | 11  | West Ham United         |
| 14 | TV | Osbaldo Lastra      | 10 tháng 8, 1983  | 2    | 0   | Emelec                  |
| 15 | TV | Pedro Quiñónez      | 4 tháng 3, 1986   | 11   | 0   | Emelec                  |
| 16 | HV | Mario Pineida       | 6 tháng 7, 1992   | 2    | 0   | Independiente del Valle |
| 17 | TĐ | Daniel Angulo       | 16 tháng 11, 1986 | 0    | 0   | Independiente del Valle |
| 18 | HV | Óscar Bagüí         | 10 tháng 12, 1982 | 21   | 0   | Emelec                  |
| 19 | TV | Pedro Larrea        | 21 tháng 5, 1986  | 0    | 0   | LDU Loja                |
| 20 | HV | John Narváez        | 12 tháng 6, 1991  | 0    | 0   | Emelec                  |
| 21 | HV | Gabriel Achilier    | 23 tháng 3, 1985  | 25   | 0   | Emelec                  |
| 22 | TV | Jonathan González   | 7 tháng 3, 1995   | 2    | 0   | U. de G.                |
| 23 | TM | Alexander Domínguez | 5 tháng 6, 1987   | 25   | 0   | LDU Quito               |

### Bolivia
Danh sách 23 cầu thủ được công bố ngày 1 tháng 6 năm 2015.
Huấn luyện viên trưởng: Mauricio Soria

| Số | VT | Cầu thủ                 | Ngày sinh (tuổi)  | Trận | Bàn | Câu lạc bộ        |
| -- | -- | ----------------------- | ----------------- | ---- | --- | ----------------- |
| 1  | TM | Romel Quiñónez          | 25 tháng 6, 1992  | 7    | 0   | Bolívar           |
| 2  | HV | Miguel Hurtado          | 4 tháng 7, 1985   | 2    | 0   | Blooming          |
| 3  | TV | Alejandro Chumacero     | 22 tháng 4, 1991  | 21   | 1   | The Strongest     |
| 4  | HV | Leonel Morales          | 2 tháng 9, 1988   | 2    | 0   | Blooming          |
| 5  | HV | Ronald Eguino           | 20 tháng 2, 1988  | 8    | 0   | Bolívar           |
| 6  | TV | Danny Bejarano          | 3 tháng 1, 1994   | 8    | 0   | Oriente Petrolero |
| 7  | TĐ | Alcides Peña            | 14 tháng 1, 1989  | 15   | 1   | Oriente Petrolero |
| 8  | TV | Martin Smedberg-Dalence | 10 tháng 5, 1984  | 1    | 0   | IFK Göteborg      |
| 9  | TĐ | Marcelo Martins Moreno  | 18 tháng 6, 1987  | 49   | 12  | Changchun Yatai   |
| 10 | TĐ | Pablo Escobar           | 23 tháng 2, 1979  | 16   | 3   | The Strongest     |
| 11 | TV | Damián Lizio            | 30 tháng 6, 1989  | 2    | 1   | O'Higgins         |
| 12 | TM | José Peñarrieta         | 18 tháng 11, 1988 | 0    | 0   | Petrolero Yacuiba |
| 13 | TV | Damir Miranda           | 6 tháng 10, 1985  | 4    | 0   | Bolívar           |
| 14 | HV | Edemir Rodríguez        | 21 tháng 10, 1984 | 16   | 0   | Bolívar           |
| 15 | TV | Sebastián Gamarra       | 15 tháng 1, 1997  | 0    | 0   | Milan             |
| 16 | HV | Ronald Raldes (c)       | 20 tháng 4, 1981  | 81   | 1   | Oriente Petrolero |
| 17 | HV | Marvin Bejarano         | 6 tháng 3, 1988   | 20   | 0   | Oriente Petrolero |
| 18 | TĐ | Ricardo Pedriel         | 1 tháng 9, 1987   | 15   | 3   | Mersin İdmanyurdu |
| 19 | TV | Wálter Veizaga          | 22 tháng 4, 1986  | 10   | 0   | The Strongest     |
| 20 | TV | Jhasmani Campos         | 10 tháng 5, 1988  | 27   | 2   | Bolívar           |
| 21 | HV | Cristian Coimbra        | 11 tháng 9, 1989  | 0    | 0   | Blooming          |
| 22 | HV | Edward Zenteno          | 5 tháng 12, 1984  | 15   | 0   | Jorge Wilstermann |
| 23 | TM | Hugo Suárez             | 7 tháng 2, 1982   | 12   | 0   | Blooming          |

## Bảng B

### Argentina
Danh sách 23 cầu thủ được công bố ngày 27 tháng 6 năm 2015. Số áo công bố ngày 7 tháng 6 năm 2015.
Huấn luyện viên trưởng: Gerardo Martino

| Số | VT | Cầu thủ           | Ngày sinh (tuổi)  | Trận | Bàn | Câu lạc bộ          |
| -- | -- | ----------------- | ----------------- | ---- | --- | ------------------- |
| 1  | TM | Sergio Romero     | 22 tháng 2, 1987  | 58   | 0   | Sampdoria           |
| 2  | HV | Ezequiel Garay    | 10 tháng 10, 1986 | 26   | 0   | Zenit               |
| 3  | HV | Facundo Roncaglia | 10 tháng 2, 1987  | 4    | 0   | Genoa               |
| 4  | HV | Pablo Zabaleta    | 16 tháng 1, 1985  | 48   | 0   | Manchester City     |
| 5  | TV | Fernando Gago     | 10 tháng 4, 1986  | 57   | 0   | Boca Juniors        |
| 6  | TV | Lucas Biglia      | 30 tháng 1, 1986  | 28   | 0   | Lazio               |
| 7  | TV | Ángel di María    | 14 tháng 2, 1988  | 59   | 11  | Manchester United   |
| 8  | TV | Roberto Pereyra   | 7 tháng 1, 1991   | 6    | 0   | Juventus            |
| 9  | TĐ | Gonzalo Higuaín   | 10 tháng 12, 1987 | 47   | 23  | Napoli              |
| 10 | TĐ | Lionel Messi (c)  | 24 tháng 6, 1987  | 97   | 45  | Barcelona           |
| 11 | TĐ | Sergio Agüero     | 2 tháng 6, 1988   | 60   | 23  | Manchester City     |
| 12 | TM | Nahuel Guzmán     | 10 tháng 2, 1986  | 3    | 0   | UANL                |
| 13 | HV | Milton Casco      | 11 tháng 4, 1988  | 0    | 0   | Newell's Old Boys   |
| 14 | TV | Javier Mascherano | 8 tháng 6, 1984   | 111  | 3   | Barcelona           |
| 15 | HV | Martín Demichelis | 20 tháng 12, 1980 | 44   | 2   | Manchester City     |
| 16 | HV | Marcos Rojo       | 20 tháng 3, 1990  | 31   | 1   | Manchester United   |
| 17 | HV | Nicolás Otamendi  | 12 tháng 2, 1988  | 19   | 1   | Valencia            |
| 18 | TĐ | Carlos Tevez      | 7 tháng 2, 1984   | 68   | 13  | Juventus            |
| 19 | TV | Éver Banega       | 29 tháng 6, 1988  | 28   | 4   | Sevilla             |
| 20 | TV | Erik Lamela       | 4 tháng 3, 1992   | 10   | 1   | Tottenham Hotspur   |
| 21 | TV | Javier Pastore    | 20 tháng 6, 1989  | 18   | 1   | Paris Saint-Germain |
| 22 | TĐ | Ezequiel Lavezzi  | 3 tháng 5, 1985   | 39   | 4   | Paris Saint-Germain |
| 23 | TM | Mariano Andújar   | 30 tháng 7, 1983  | 11   | 0   | Napoli              |

### Uruguay
Danh sách 23 cầu thủ được công bố ngày 23 tháng 6 năm 2015. Số áo công bố ngày 5 tháng 6 năm 2015.
Huấn luyện viên trưởng: Óscar Tabárez

| Số | VT | Cầu thủ                | Ngày sinh (tuổi)  | Trận | Bàn | Câu lạc bộ              |
| -- | -- | ---------------------- | ----------------- | ---- | --- | ----------------------- |
| 1  | TM | Fernando Muslera       | 16 tháng 6, 1986  | 67   | 0   | Galatasaray             |
| 2  | HV | José Giménez           | 20 tháng 1, 1995  | 16   | 2   | Atlético de Madrid      |
| 3  | HV | Diego Godín (c)        | 16 tháng 2, 1986  | 87   | 4   | Atlético de Madrid      |
| 4  | HV | Jorge Fucile           | 19 tháng 11, 1984 | 43   | 0   | Nacional                |
| 5  | TV | Carlos Sánchez         | 2 tháng 12, 1984  | 3    | 0   | River Plate             |
| 6  | HV | Álvaro Pereira         | 28 tháng 11, 1985 | 66   | 6   | Estudiantes de La Plata |
| 7  | TV | Cristian Rodríguez     | 30 tháng 9, 1985  | 83   | 8   | Atlético de Madrid      |
| 8  | TĐ | Abel Hernández         | 8 tháng 8, 1990   | 18   | 8   | Hull City               |
| 9  | TĐ | Diego Rolán            | 24 tháng 3, 1993  | 6    | 1   | Bordeaux                |
| 10 | TV | Giorgian de Arrascaeta | 1 tháng 5, 1994   | 4    | 0   | Cruzeiro                |
| 11 | TĐ | Christian Stuani       | 12 tháng 10, 1986 | 19   | 4   | Espanyol                |
| 12 | TM | Rodrigo Muñoz          | 22 tháng 1, 1982  | 0    | 0   | Libertad                |
| 13 | HV | Gastón Silva           | 5 tháng 3, 1994   | 1    | 0   | Torino                  |
| 14 | TV | Nicolás Lodeiro        | 21 tháng 3, 1989  | 36   | 3   | Boca Juniors            |
| 15 | TV | Guzmán Pereira         | 16 tháng 5, 1991  | 3    | 0   | Universidad de Chile    |
| 16 | HV | Maximiliano Pereira    | 8 tháng 6, 1984   | 100  | 3   | Benfica                 |
| 17 | TV | Egidio Arévalo Ríos    | 1 tháng 1, 1982   | 66   | 0   | UANL                    |
| 18 | HV | Mathías Corujo         | 8 tháng 5, 1986   | 6    | 0   | Universidad de Chile    |
| 19 | HV | Sebastián Coates       | 7 tháng 10, 1990  | 16   | 1   | Sunderland              |
| 20 | TV | Álvaro González        | 29 tháng 10, 1984 | 50   | 3   | Torino                  |
| 21 | TĐ | Edinson Cavani         | 14 tháng 2, 1987  | 71   | 25  | Paris Saint-Germain     |
| 22 | TĐ | Jonathan Rodríguez     | 6 tháng 7, 1993   | 5    | 1   | Benfica                 |
| 23 | TM | Martín Silva           | 25 tháng 3, 1983  | 6    | 0   | Vasco da Gama           |

### Paraguay
Danh sách 23 cầu thủ được công bố ngày 28 tháng 6 năm 2015
Huấn luyện viên trưởng:  Ramón Díaz

| Số | VT | Cầu thủ              | Ngày sinh (tuổi)  | Trận | Bàn | Câu lạc bộ             |
| -- | -- | -------------------- | ----------------- | ---- | --- | ---------------------- |
| 1  | TM | Justo Villar         | 30 tháng 6, 1977  | 107  | 0   | Colo-Colo              |
| 2  | HV | Iván Piris           | 10 tháng 3, 1989  | 17   | 0   | Udinese                |
| 3  | HV | Marcos Cáceres       | 5 tháng 5, 1986   | 17   | 0   | Newell's Old Boys      |
| 4  | HV | Pablo Aguilar        | 2 tháng 4, 1987   | 17   | 4   | América                |
| 5  | HV | Bruno Valdez         | 6 tháng 10, 1992  | 0    | 0   | Cerro Porteño          |
| 6  | TV | Osmar Molinas        | 3 tháng 5, 1987   | 8    | 0   | Libertad               |
| 7  | TĐ | Raúl Bobadilla       | 18 tháng 6, 1987  | 2    | 0   | Augsburg               |
| 8  | TĐ | Lucas Barrios        | 13 tháng 11, 1984 | 25   | 6   | Montpellier            |
| 9  | TĐ | Roque Santa Cruz (c) | 16 tháng 8, 1981  | 104  | 30  | Cruz Azul              |
| 10 | TĐ | Derlis González      | 23 tháng 3, 1994  | 8    | 1   | Basel                  |
| 11 | TĐ | Édgar Benítez        | 8 tháng 11, 1987  | 40   | 6   | Toluca                 |
| 12 | TM | Antony Silva         | 27 tháng 2, 1984  | 7    | 0   | Independiente Medellín |
| 13 | HV | Miguel Samudio       | 24 tháng 8, 1986  | 22   | 1   | América                |
| 14 | HV | Paulo da Silva       | 1 tháng 2, 1980   | 120  | 2   | Toluca                 |
| 15 | TV | Víctor Cáceres (c²)  | 25 tháng 3, 1985  | 60   | 1   | Flamengo               |
| 16 | TV | Eduardo Aranda       | 28 tháng 1, 1985  | 1    | 0   | Olimpia                |
| 17 | TV | Óscar Romero         | 4 tháng 7, 1992   | 10   | 1   | Racing                 |
| 18 | TĐ | Nelson Haedo Valdez  | 28 tháng 11, 1983 | 67   | 12  | Eintracht Frankfurt    |
| 19 | HV | Fabián Balbuena      | 23 tháng 8, 1991  | 2    | 0   | Libertad               |
| 20 | TV | Osvaldo Martínez     | 8 tháng 4, 1986   | 29   | 1   | América                |
| 21 | TV | Néstor Ortigoza      | 7 tháng 12, 1984  | 21   | 1   | San Lorenzo            |
| 22 | TM | Alfredo Aguilar      | 18 tháng 7, 1988  | 0    | 0   | Guaraní                |
| 23 | TV | Richard Ortiz        | 22 tháng 5, 1990  | 15   | 4   | Toluca                 |

### Jamaica
Huấn luyện viên trưởng:  Winfried Schäfer
| Số | VT | Cầu thủ          | Ngày sinh (tuổi)  | Trận | Bàn | Câu lạc bộ             |
| -- | -- | ---------------- | ----------------- | ---- | --- | ---------------------- |
| 1  | TM | Duwayne Kerr     | 16 tháng 2, 1987  | 11   | 0   | Sarpsborg 08           |
| 2  | HV | Daniel Gordon    | 16 tháng 1, 1985  | 5    | 1   | Karlsruher SC          |
| 3  | HV | Michael Hector   | 19 tháng 7, 1992  | 0    | 0   | Reading                |
| 4  | HV | Wes Morgan       | 21 tháng 1, 1984  | 12   | 0   | Leicester City         |
| 5  | TV | Lance Laing      | 28 tháng 2, 1988  | 4    | 0   | FC Edmonton            |
| 6  | TĐ | Deshorn Brown    | 22 tháng 12, 1990 | 9    | 2   | Vålerenga              |
| 7  | TĐ | Romeo Parkes     | 20 tháng 11, 1990 | 3    | 1   | Isidro Metapán         |
| 8  | HV | Hughan Gray      | 25 tháng 3, 1987  | 11   | 0   | Waterhouse             |
| 9  | TĐ | Giles Barnes     | 5 tháng 8, 1988   | 2    | 1   | Houston Dynamo         |
| 10 | TV | Jobi McAnuff     | 3 tháng 11, 1981  | 13   | 0   | Leyton Orient          |
| 11 | TĐ | Darren Mattocks  | 2 tháng 9, 1990   | 22   | 8   | Vancouver Whitecaps    |
| 12 | TM | Dwayne Miller    | 14 tháng 7, 1987  | 34   | 0   | Syrianska              |
| 13 | TĐ | Dino Williams    | 31 tháng 3, 1990  | 8    | 0   | Montego Bay United     |
| 14 | TĐ | Allan Ottey      | 18 tháng 12, 1992 | 0    | 0   | Montego Bay United     |
| 15 | TV | Je-Vaughn Watson | 22 tháng 10, 1983 | 41   | 1   | FC Dallas              |
| 16 | TV | Joel Grant       | 26 tháng 8, 1987  | 10   | 1   | Yeovil Town            |
| 17 | TV | Rodolph Austin   | 1 tháng 6, 1985   | 73   | 6   | Unattached             |
| 18 | TĐ | Simon Dawkins    | 1 tháng 12, 1987  | 8    | 2   | Derby County           |
| 19 | HV | Adrian Mariappa  | 3 tháng 10, 1986  | 21   | 0   | Crystal Palace         |
| 20 | HV | Kemar Lawrence   | 17 tháng 9, 1992  | 16   | 2   | New York Red Bulls     |
| 21 | HV | Jermaine Taylor  | 14 tháng 1, 1985  | 80   | 0   | Houston Dynamo         |
| 22 | TV | Garath McCleary  | 15 tháng 5, 1987  | 9    | 1   | Reading                |
| 23 | TM | Ryan Thompson    | 7 tháng 1, 1985   | 3    | 0   | Pittsburgh Riverhounds |

## Bảng C

### Brasil
Danh sách 23 cầu thủ được công bố ngày 5 tháng 6 năm 2015. Ngày 24 tháng 6 năm 2015, thủ môn Diego Alves được thay thế bởi Neto. Ngày 29 tháng 6 năm 2015, trung vệ Marcelo được thay bởi Geferson. Ngày 2 tháng 6 năm 2015, tiền vệ Luiz Gustavo được thay thế bởi tiền vệ Fred. Ngày 11 tháng 6 năm 2015, Danilo gặp chấn thương trong chiến thắng 2-0 của Brasil trước México trong trận giao hữu. Anh được thay thế bởi Dani Alves.
Huấn luyện viên trưởng: Dunga

| Số | VT | Cầu thủ           | Ngày sinh (tuổi)  | Trận | Bàn | Câu lạc bộ              |
| -- | -- | ----------------- | ----------------- | ---- | --- | ----------------------- |
| 1  | TM | Jefferson         | 2 tháng 1, 1983   | 16   | 0   | Botafogo                |
| 2  | HV | Dani Alves        | 6 tháng 5, 1983   | 79   | 6   | Barcelona               |
| 3  | HV | Miranda           | 7 tháng 9, 1984   | 15   | 0   | Atlético de Madrid      |
| 4  | HV | David Luiz        | 22 tháng 4, 1987  | 47   | 3   | Paris Saint-Germain     |
| 5  | TV | Fernandinho       | 4 tháng 5, 1985   | 14   | 2   | Manchester City         |
| 6  | HV | Filipe Luís       | 9 tháng 8, 1985   | 12   | 0   | Chelsea                 |
| 7  | TV | Douglas Costa     | 14 tháng 9, 1990  | 4    | 0   | Shakhtar Donetsk        |
| 8  | TV | Elias             | 16 tháng 5, 1985  | 19   | 0   | Corinthians             |
| 9  | TĐ | Diego Tardelli    | 10 tháng 5, 1985  | 9    | 3   | Shandong Luneng Taishan |
| 10 | TĐ | Neymar (c)        | 5 tháng 2, 1992   | 62   | 43  | Barcelona               |
| 11 | TV | Roberto Firmino   | 2 tháng 10, 1991  | 4    | 2   | Hoffenheim              |
| 12 | TM | Neto              | 19 tháng 7, 1989  | 0    | 0   | Fiorentina              |
| 13 | HV | Marquinhos        | 14 tháng 5, 1994  | 4    | 0   | Paris Saint-Germain     |
| 14 | HV | Thiago Silva      | 22 tháng 9, 1984  | 54   | 3   | Paris Saint-Germain     |
| 15 | HV | Geferson          | 13 tháng 5, 1994  | 0    | 0   | Internacional           |
| 16 | HV | Fabinho           | 23 tháng 10, 1993 | 0    | 0   | Monaco                  |
| 17 | TV | Fred              | 5 tháng 3, 1993   | 2    | 0   | Shakhtar Donetsk        |
| 18 | TV | Everton Ribeiro   | 10 tháng 4, 1989  | 3    | 0   | Al-Ahli                 |
| 19 | TV | Willian           | 9 tháng 8, 1988   | 20   | 4   | Chelsea                 |
| 20 | TĐ | Robinho           | 25 tháng 1, 1984  | 96   | 27  | Santos                  |
| 21 | TV | Philippe Coutinho | 12 tháng 6, 1992  | 6    | 1   | Liverpool               |
| 22 | TV | Casemiro          | 23 tháng 2, 1992  | 7    | 0   | Real Madrid             |
| 23 | TM | Marcelo Grohe     | 13 tháng 1, 1987  | 0    | 0   | Grêmio                  |

### Colombia
Danh sách 23 cầu thủ được công bố ngày 30 tháng 6 năm 2015.
Huấn luyện viên trưởng:  José Pékerman

| Số | VT | Cầu thủ                 | Ngày sinh (tuổi)  | Trận | Bàn | Câu lạc bộ        |
| -- | -- | ----------------------- | ----------------- | ---- | --- | ----------------- |
| 1  | TM | David Ospina (c²)       | 31 tháng 8, 1988  | 52   | 0   | Arsenal           |
| 2  | HV | Cristián Zapata         | 30 tháng 9, 1986  | 31   | 0   | Milan             |
| 3  | HV | Pedro Franco            | 23 tháng 4, 1991  | 4    | 0   | Beşiktaş          |
| 4  | HV | Santiago Arias          | 13 tháng 1, 1992  | 14   | 0   | PSV               |
| 5  | TV | Edwin Valencia          | 29 tháng 3, 1985  | 15   | 0   | Santos            |
| 6  | TV | Carlos Sánchez          | 6 tháng 2, 1986   | 54   | 0   | Aston Villa       |
| 7  | HV | Pablo Armero            | 2 tháng 11, 1986  | 63   | 2   | Flamengo          |
| 8  | TV | Edwin Cardona           | 8 tháng 12, 1992  | 4    | 1   | Monterrey         |
| 9  | TĐ | Radamel Falcao (c)      | 10 tháng 2, 1986  | 56   | 24  | Monaco            |
| 10 | TV | James Rodríguez         | 12 tháng 7, 1991  | 32   | 12  | Real Madrid       |
| 11 | TV | Juan Cuadrado           | 26 tháng 5, 1988  | 39   | 5   | Chelsea           |
| 12 | TM | Camilo Vargas           | 1 tháng 9, 1989   | 4    | 0   | Atlético Nacional |
| 13 | HV | Darwin Andrade          | 11 tháng 2, 1991  | 2    | 0   | Standard Liège    |
| 14 | HV | Carlos Valdés           | 22 tháng 5, 1985  | 16   | 2   | Nacional          |
| 15 | TV | Alexander Mejía         | 7 tháng 9, 1988   | 17   | 0   | Monterrey         |
| 16 | TĐ | Víctor Ibarbo           | 19 tháng 5, 1990  | 12   | 1   | Roma              |
| 17 | TĐ | Carlos Bacca            | 8 tháng 9, 1986   | 17   | 7   | Sevilla           |
| 18 | HV | Juan Camilo Zúñiga (c²) | 14 tháng 12, 1985 | 58   | 1   | Napoli            |
| 19 | TĐ | Teófilo Gutiérrez       | 28 tháng 5, 1985  | 38   | 14  | River Plate       |
| 20 | TĐ | Luis Muriel             | 18 tháng 4, 1991  | 5    | 1   | Sampdoria         |
| 21 | TĐ | Jackson Martínez        | 3 tháng 10, 1986  | 35   | 10  | Porto             |
| 22 | HV | Jeison Murillo          | 27 tháng 5, 1992  | 5    | 0   | Granada           |
| 23 | TM | Cristian Bonilla        | 2 tháng 6, 1993   | 0    | 0   | La Equidad        |

### Peru
Danh sách 23 cầu thủ được công bố ngày 25 tháng 6 năm 2015. Số áo công bố ngày 7 tháng 6 năm 2015.
Huấn luyện viên trưởng:  Ricardo Gareca
| Số | VT | Cầu thủ             | Ngày sinh (tuổi)  | Trận | Bàn | Câu lạc bộ                |
| -- | -- | ------------------- | ----------------- | ---- | --- | ------------------------- |
| 1  | TM | Pedro Gallese       | 23 tháng 2, 1990  | 6    | 0   | Juan Aurich               |
| 2  | HV | Jair Céspedes       | 22 tháng 5, 1984  | 4    | 0   | Juan Aurich               |
| 3  | HV | Hansell Riojas      | 15 tháng 10, 1991 | 3    | 0   | Universidad César Vallejo |
| 4  | HV | Pedro Paulo Requena | 24 tháng 1, 1991  | 2    | 0   | Universidad César Vallejo |
| 5  | HV | Carlos Zambrano     | 10 tháng 7, 1989  | 29   | 4   | Eintracht Frankfurt       |
| 6  | TV | Juan Manuel Vargas  | 5 tháng 10, 1983  | 53   | 4   | Fiorentina                |
| 7  | TV | Paolo Hurtado       | 27 tháng 7, 1990  | 15   | 2   | Paços de Ferreira         |
| 8  | TV | Christian Cueva     | 23 tháng 11, 1991 | 7    | 0   | Alianza Lima              |
| 9  | TĐ | Paolo Guerrero (c)  | 1 tháng 1, 1984   | 56   | 21  | Corinthians               |
| 10 | TĐ | Jefferson Farfán    | 26 tháng 10, 1984 | 64   | 17  | Schalke 04                |
| 11 | TĐ | Yordy Reyna         | 17 tháng 9, 1993  | 8    | 2   | Leipzig                   |
| 12 | TM | Diego Penny         | 22 tháng 4, 1984  | 14   | 0   | Sporting Cristal          |
| 13 | TV | Edwin Retamoso      | 23 tháng 2, 1982  | 11   | 0   | Real Garcilaso            |
| 14 | TĐ | Claudio Pizarro     | 3 tháng 10, 1978  | 76   | 19  | Bayern Munich             |
| 15 | HV | Christian Ramos     | 4 tháng 11, 1988  | 39   | 1   | Juan Aurich               |
| 16 | TV | Carlos Lobatón      | 6 tháng 2, 1980   | 33   | 1   | Sporting Cristal          |
| 17 | HV | Luis Advíncula      | 2 tháng 3, 1990   | 41   | 0   | Vitória de Setúbal        |
| 18 | TĐ | André Carrillo      | 14 tháng 6, 1991  | 23   | 1   | Sporting                  |
| 19 | HV | Yoshimar Yotún      | 7 tháng 4, 1990   | 39   | 1   | Malmö                     |
| 20 | TV | Joel Sánchez        | 11 tháng 6, 1989  | 2    | 0   | Universidad San Martín    |
| 21 | TV | Josepmir Ballón     | 21 tháng 3, 1988  | 35   | 0   | Sporting Cristal          |
| 22 | TV | Carlos Ascues       | 6 tháng 6, 1992   | 6    | 5   | Melgar                    |
| 23 | TM | Salomón Libman      | 25 tháng 2, 1984  | 6    | 0   | Universidad César Vallejo |

### Venezuela
Danh sách 23 cầu thủ được công bố ngày 1 tháng 6 năm 2015.
Huấn luyện viên trưởng: Noel Sanvicente

| Số | VT | Cầu thủ             | Ngày sinh (tuổi)  | Trận | Bàn | Câu lạc bộ             |
| -- | -- | ------------------- | ----------------- | ---- | --- | ---------------------- |
| 1  | TM | Alain Baroja        | 23 tháng 10, 1989 | 3    | 0   | Caracas                |
| 2  | HV | Wilker Ángel        | 18 tháng 3, 1993  | 1    | 1   | Deportivo Táchira      |
| 3  | HV | Andrés Túñez        | 15 tháng 3, 1987  | 11   | 0   | Buriram United         |
| 4  | HV | Oswaldo Vizcarrondo | 31 tháng 5, 1984  | 61   | 8   | Nantes                 |
| 5  | HV | Fernando Amorebieta | 29 tháng 3, 1985  | 12   | 1   | Middlesbrough          |
| 6  | HV | Gabriel Cichero     | 25 tháng 4, 1984  | 56   | 4   | Mineros de Guayana     |
| 7  | TĐ | Miku                | 19 tháng 8, 1985  | 50   | 10  | Rayo Vallecano         |
| 8  | TV | Tomás Rincón        | 13 tháng 1, 1988  | 58   | 0   | Genoa                  |
| 9  | TĐ | Salomón Rondón      | 16 tháng 9, 1989  | 38   | 12  | Zenit Saint Petersburg |
| 10 | TV | Ronald Vargas       | 2 tháng 12, 1986  | 17   | 3   | AEK Athens F.C.        |
| 11 | TV | César González      | 1 tháng 10, 1982  | 57   | 5   | Deportivo Táchira      |
| 12 | TM | Dani Hernández      | 21 tháng 10, 1985 | 20   | 0   | Tenerife               |
| 13 | TV | Luis Manuel Seijas  | 23 tháng 6, 1986  | 53   | 2   | Santa Fe               |
| 14 | TV | Franklin Lucena     | 20 tháng 2, 1981  | 58   | 2   | Deportivo La Guaira    |
| 15 | TV | Alejandro Guerra    | 9 tháng 7, 1985   | 42   | 4   | Atlético Nacional      |
| 16 | HV | Roberto Rosales     | 20 tháng 11, 1988 | 54   | 0   | Málaga                 |
| 17 | TĐ | Josef Martínez      | 19 tháng 5, 1993  | 17   | 3   | Torino                 |
| 18 | TV | Juan Arango         | 17 tháng 5, 1980  | 124  | 22  | Tijuana                |
| 19 | TV | Rafael Acosta       | 13 tháng 2, 1989  | 9    | 0   | Mineros de Guayana     |
| 20 | HV | Grenddy Perozo      | 28 tháng 2, 1986  | 45   | 2   | Ajaccio                |
| 21 | TĐ | Gelmin Rivas        | 23 tháng 3, 1989  | 3    | 0   | Deportivo Táchira      |
| 22 | TV | Jhon Murillo        | 4 tháng 6, 1995   | 1    | 1   | Benfica                |
| 23 | TM | Wuilker Faríñez     | 15 tháng 2, 1998  | 0    | 0   | Caracas                |